# Erythroplusia argenteoguttata
Erythroplusia argenteoguttata là một loài bướm đêm trong họ Noctuidae.